# Simbiosi (singolo)
Simbiosi è il primo singolo da solista della cantante Meg, pubblicato nel 2004.

## Il Video
Di questo brano è stato girato anche il primo video della cantante.

## Classifiche
| Classifica (2004) | Posizione raggiunta |
| ----------------- | ------------------- |
| Italia            | 34                  |